# Albert Bertalan
Albert Bertalan, nacido el 21 de septiembre de 1899 en Jászberény y fallecido el 29 de diciembre de 1957 en París, fue un pintor húngaro nacionalizado francés. Fue miembro de la Asociación de nuevos artistas húngaros.

## Biografía
Albert Bertalan fue en Hungría alumno de Jenö Körmendi Frim, Károly Kernstok, Béla Iványi-Grünwald, István Réti y Adolf Fényes, antes de su llegada a París, donde en 1924 siguió los cursos de la Academia Julian. Se vinculó amistosamente con Nicolas Czinober, otro pintor húngaro, llegado a París al mismo tiempo que él.

## Exposiciones personales
- 1925: Galería Bernheim-Joven, París.
- Exposiciones: Nuremberg y Galería Paz Lazlo, Budapest.
- julio agosto de 2011: Hamza Museum y Jász Gallery, Jászberény.

## Exposiciones colectivas
- 1926-1930: Salón de los independientes, París.
- 1926: Salón de Otoño, París.
- 1930: Salón de las Tullerías, París.